# Субфосильні лемури

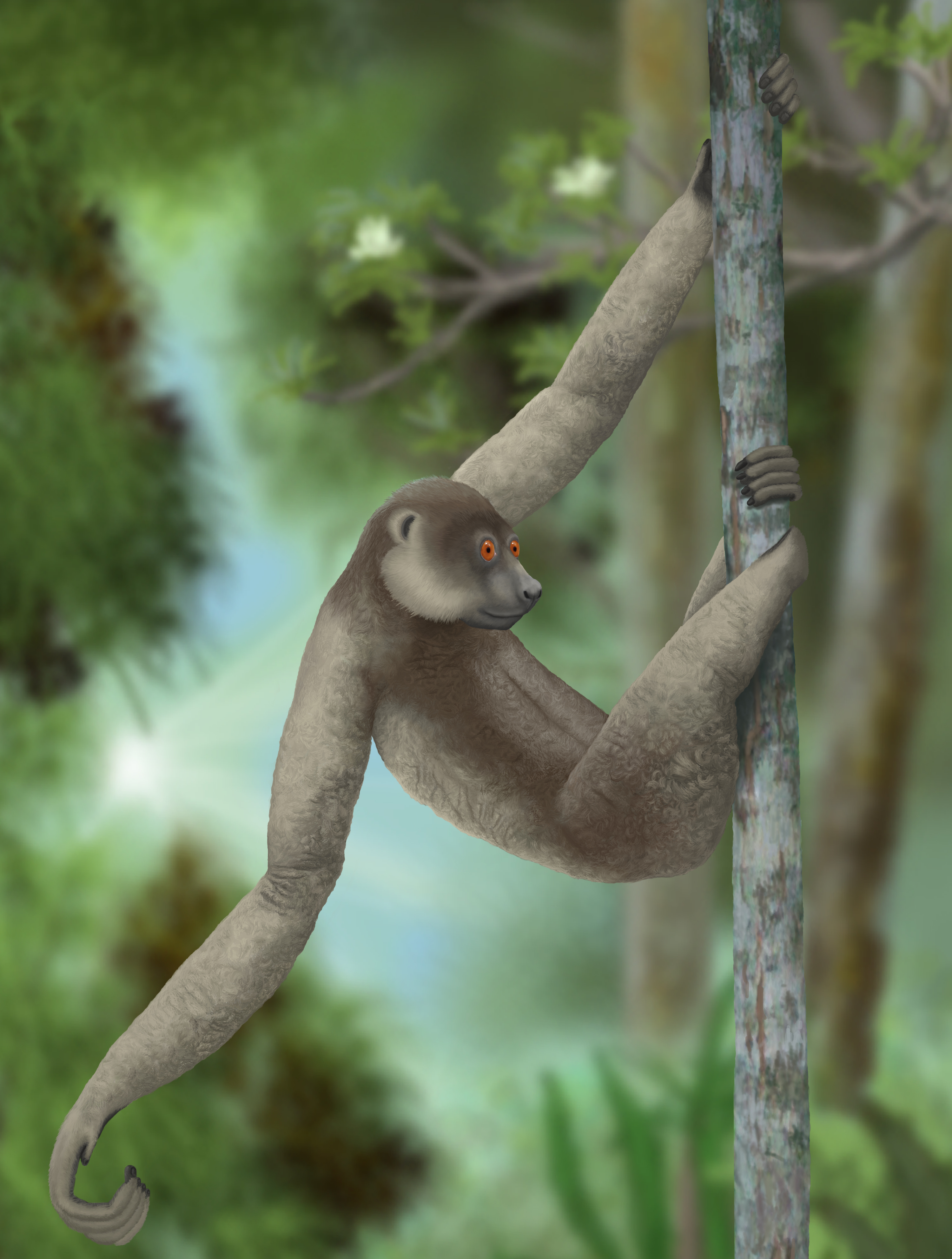
Палеопропітек

Субфосильні лемури — це мадагаскарські лемури, представлені недавніми (субфосильними) рештками, що датуються близько 26 тис. (пізнім плейстоценом) до приблизно 560 років. До таких лемурів відносяться і вимерлі і живі види, хоча термін часто передбачає саме вимерлі види гігантських лемурів. Поширення субфосильних лемурів було густіше, ніж сучасних видів — тоді в одній місцевості мешкало до 20 видів, зараз же на місцевість припадає 10-12 видів. Вимерлі види відповідно до розмірів тіла мали масу від 10 до 200 кг.